# Subjektstufe
Als Deutung auf der Subjektstufe oder kurz als subjektale Deutung hat C. G. Jung ein Verfahren bezeichnet, das Phantasien oder Träume nicht auf real existierende Personen oder Verhältnisse bezieht, sondern gänzlich auf „die der eigenen Psyche angehörenden Faktoren“. Anders formuliert gilt es als Grundregel der subjektalen Deutungsmethode, dass die zu analysierende Person, etwa ein Träumender, sich im Traum selbst sieht. Dieses Individuum tritt in allen von ihm geträumten Figuren, Personen und Handlungen gleichzeitig sich selbst gegenüber. Jung wollte damit die von Sigmund Freud und von der Psychoanalyse vornehmlich angewandte Methode der Symboldeutung auf der Objektstufe ergänzen. Dazu gab die Traumdeutung Anlass. Das Unbewusste erschien Jung nicht nur als Sammlung verdrängter Triebansprüche. Es stelle vielmehr eine eigenständige Instanz dar, die er als „subjektiven Funktionskomplex“ bezeichnete. Es besteht eine eigene schöpferische Leistungsbereitschaft, die auch als Finalität oder als formende Kräfte (causae formales) bezeichnet werden kann, die der Externalisierung bedarf und somit wahrgenommen werden sollte.

## Seelenbild
Für Jung hängt die eigenständige Leistung des Unbewussten mit der Entstehung und Produktion des Seelenbildes zusammen. Dieses stellt einen besonderen Fall unter den psychischen Bildern (Phantasiebildern) dar, die vom Unbewussten produziert werden. Das Seelenbild wird in ähnlicher Weise durch die innere Einstellung bestimmt, wie die Persona durch die äußere Einstellung. Die innere Einstellung ist diejenige Charakter- oder Persönlichkeitseigenschaft, die sich dem Unbewussten zuwendet. Eine solche innere Einstellung ist etwa durch die Kräfte der Anima bedingt. Die Gegensätzlichkeit oder das Zusammenwirken von Animus und Anima ist bestimmend für die Reife und Individuation der Persönlichkeit im Sinne einer Überwindung und Auflockerung von sog. Gegensatzpaaren.

## Rezeption
Eugen Drewermann bestätigt, dass der größte Teil des Unbewussten nicht einfach verdrängt wurde, sondern sich allenfalls durch zu starke Isolierung und Abspaltung vom Bewusstsein störend bemerkbar mache. In der Symbolsprache müsse sich etwas aussprechen, was zum Menschen selbst gehöre. Traumsymbole dürfen daher nicht nur als Zeichen, d. h. semiotisch für einen konkreten und bekannten Sachverhalt stehend, aufgefasst werden, sondern symbolisch interpretiert werden, d. h. als nicht notwendigerweise vollständig zu erfassen.
Nach Jolande Jacobi offenbart die Deutung auf der Subjektebene ggf. innere, personifizierte Teilaspekte oder die eigene psychische Realität. Die Qualität der Objektimago, die sich etwa auf eine geträumte Personen beziehe, sei meist das Ergebnis einer Projektion und sei nicht typisch für Eigenschaften und Verhalten des Objekts selbst. Die subjektale Deutung müsse stets durch eine Deutung auf der Objektstufe vervollständigt werden.
Stavros Mentzos hält die Deutung auf der Subjektstufe u. a. als Aufgabe der Selbstwahrnehmung und Selbstobjektivierung.